# Verallgemeinerter Logarithmus
Als verallgemeinerter Logarithmus und verallgemeinerte Exponentialfunktion werden spezielle Funktionen bezeichnet, welche ähnliche Wachstumseigenschaften und Beziehungen zueinander haben wie Logarithmus und Exponentialfunktion und über bestimmte Funktionalgleichungen iterativ von einem Intervall auf der reellen Achse ausgehend definiert werden.
Eingeführt wurden sie 1986 durch Charles William Clenshaw, Daniel W. Lozier, Frank W. J. Olver und Peter R. Turner, wenn es auch Vorgänger in der Literatur gibt. Die Hauptanwendung ist in der Gleitkomma-Arithmetik.

## Definition
Eine verallgemeinerte Exponentialfunktion erfüllt folgende drei Bedingungen:
{\displaystyle \phi (x+1)=e^{\phi (x)}}, für {\displaystyle -1<x<\infty }
{\displaystyle \phi (0)=0}
{\displaystyle \phi (x)} ist streng monoton steigend für {\displaystyle 0\leq x\leq 1}
Dabei ist {\displaystyle e^{x}} wie üblich die gewöhnliche Exponentialfunktion (und {\displaystyle \ln x} ist im Folgenden der natürliche Logarithmus, {\displaystyle e} die Eulersche Zahl).
{\displaystyle \phi (x)} ist streng monoton zunehmend von {\displaystyle -\infty } zu {\displaystyle \infty } wenn {\displaystyle x} von {\displaystyle -1} bis {\displaystyle \infty } zunimmt und besitzt damit eine Inverse auf {\displaystyle (-\infty ,\infty )}, den zugehörigen verallgemeinerten Logarithmus {\displaystyle \psi (x)}.
Für den verallgemeinerten Logarithmus {\displaystyle \psi (x)} gilt:
{\displaystyle \psi (e^{x})=1+\psi (x)}, für {\displaystyle -\infty <x<\infty }
{\displaystyle \psi (0)=0}
{\displaystyle \psi (x)} ist streng monoton steigend für {\displaystyle 0\leq x\leq 1}
Die Werte an den ganzzahligen Stellen sind gleich: {\displaystyle \phi (1)=1}, {\displaystyle \phi (2)=e}, {\displaystyle \phi (3)=e^{e}} usw. Wie bei der Gammafunktion kann die vollständige Funktion aus den Werten an den ganzzahligen Stellen konstruiert werden.
Die Lösung ist aber nicht eindeutig, sondern hängt von der Wahl des Wachstums im Interval {\displaystyle [0,1]} ab. Die einfachste Wahl besteht darin, dass man vorgibt:
{\displaystyle \phi (x)=x} im Intervall {\displaystyle [0,1]}.
Das entspricht auch der hauptsächlichen Anwendungen in der Gleitkommaarithmetik (siehe unten). Dann folgt:
{\displaystyle \phi (x)=\ln(x+1)}, für {\displaystyle -1<x\leq 0}
{\displaystyle \phi (x)=e^{x-1}}, für {\displaystyle 1\leq x\leq 2}
und allgemein nach {\displaystyle l}-facher Iteration:
{\displaystyle \phi (x)=e^{e^{e^{...^{e^{x-l}}}}}}, für {\displaystyle l\leq x\leq l+1}
Analog für den Logarithmus:
{\displaystyle \psi (x)=x}, für {\displaystyle 0\leq x\leq 1}
{\displaystyle \psi (x)=e^{x}-1}, für {\displaystyle -\infty <x\leq 0}
{\displaystyle \psi (x)=1+\ln x}, für {\displaystyle 1\leq x\leq e}
und allgemein nach {\displaystyle l}-facher Iteration (mit {\displaystyle \ln ^{l}x} der {\displaystyle l}-fachen Iteration des gewöhnlichen Logarithmus):
{\displaystyle \psi (x)=l+\ln ^{l}x}, für {\displaystyle l\leq x}
und ein {\displaystyle l}, dass durch {\displaystyle 0\leq \ln ^{l}x<1} bestimmt ist.
Die erste Ableitung von {\displaystyle \phi (x)} ist stetig bei {\displaystyle x=1}, die zweite Ableitung hat einen Sprung von {\displaystyle 0} auf {\displaystyle 1} (entsprechend an den anderen ganzzahligen Stellen).

## Anwendung
Die Funktionen finden Anwendung in einer Darstellung reeller Zahlen für die Präzisionsarithmetik im Computer, die als Level-Index-Arithmetik (LI) bezeichnet wird und von Clenshaw und Olver 1984 eingeführt wurde. In der Gleitkommaarithmetik muss ein Kompromiss zwischen Präzision und der Möglichkeit der Darstellung sehr großer Zahlen gefunden werden. In der LI werden Zahlen durch Iteration der Exponentialfunktion dargestellt, wobei der Iterationsgrad als Stufe (Level) {\displaystyle l} bezeichnet wird.
{\displaystyle x=e^{e^{e^{...^{e^{f}}}}}}
Der Exponent {\displaystyle 0\leq f<1} ist der Index. Beispiel: {\displaystyle x=1234567=e^{e^{e^{0.9711308}}}} wird dargestellt als 
{\displaystyle x=l+f=3+0.9711308=3.9711308}.